# Concorso d'Eleganza Villa d'Este
Concorso d'Eleganza Villa d'Este är en exklusiv bilutställning som anordnas i parken  runt Villa d'Este vid Comosjön i Italien.
Den första utställningen vid Villa d'Este anordnades 1929. Sedan 1999 är BMW-gruppen arrangör och huvudsponsor.